# Aaron Daggett
Aaron Simon Daggett (Greene, 14 giugno 1837 – West Roxbury, 14 maggio 1938) è stato un generale statunitense, ultimo sopravvissuto della guerra di secessione americana al momento della sua morte.

## Biografia
Daggett nacque nel 1837. Frequentò il Bates College a Lewiston nel 1860. Entrò come soldato semplice nel 5º Battaglione Volontario del Maine nel gennaio del 1863 e combatté nelle battaglie di Second Fredericksburg, Gettysburg, Mine Run, Wilderness e Cold Harbor, dove venne ferito. Nel marzo del 1865 fu nominato tenente colonnello e poi generale di brigata per meriti di guerra. Dopo la guerra divenne capitano nel 16º Battaglione di Fanteria Statunitense.
Combatté anche nelle Guerre Indiane e nella Guerra ispano-americana. Morì centenario nel 1938.